# Paulin de Pella
Paulin de Pella (en latin : Paulinus Pellaeus ; né à Pella en Macédoine vers 376 et mort à Marseille vers 460) est un poète latin chrétien du Ve siècle.

## Biographie
Ce qu'on sait de la vie de Paulin de Pella vient uniquement de son poème autobiographique Eucharisticos.
Il appartient à une famille de l'aristocratie gallo-romaine chrétienne d’Aquitaine ; c’est le petit-fils du poète Ausone. Sa naissance en Macédoine tient à la carrière de son père : haut fonctionnaire de l’Empire romain, celui-ci est « vicaire » du préfet de Pella dans les années 370 ; quand Paulin a 9 mois, son père est nommé  proconsul d’Afrique à Carthage. Paulin revient à Bordeaux à l’âge de 3 ans et reçoit une éducation classique.
Il mène une vie aisée de grand propriétaire, jusqu’à l’arrivée des Wisigoths à partir des années 410 : d’abord « collaborateur », il reçoit le titre de « comte des largesses privées » de l'usurpateur Attale ; il connaît ensuite divers revers et mène des actions de résistance (c’est le principal artisan de l'échec du siège de Bazas par les Wisigoths).
À 45 ans, alors qu’il était chrétien plus par tradition que par conviction, il connaît un retour sincère à la foi chrétienne, et se consacre au travail de champs sur un lopin de terre à Marseille. C'est là qu’il écrit le poème Eucharisticos. Il meurt dans le dépouillement.
Une rue de Bazas porte son nom.

## Œuvre
On ne conserve de lui qu’un seul texte en latin : Eucharisticos Deo sub ephemeridis meae textu, dit Eucharisticos ou «  discours d’action de grâces », qui a été transmis par deux manuscrits, dont un a aujourd’hui disparu.
Ce poème autobiographique en 616 hexamètres a été écrit de 455 à 459, à la fin de sa vie. Il donne un témoignage de grand intérêt sur une époque de crise : Paulin trouve refuge et soutien dans la foi qui lui permet de donner un sens à toutes les vicissitudes de sa vie, d’où le souci de rendre grâce à la Providence divine.
L'Histoire littéraire de la France lui consacre un chapitre.